# Landfarming
Il Landfarming è una tecnica di bonifica,  dei suoli contaminati da agenti inquinanti (idrocarburi, metalli pesanti, ecc.) che sfrutta l'azione biologica e biodegradativa operata da microrganismi, sia autoctoni che alloctoni; il Landfarming è un trattamento svolto solitamente ex-situ e più raramente in-situ.
Il principio di funzionamento di questo sistema si basa sull'azione biodegradativa dei microrganismi selezionati per l'intervento i quali devono essere sostanzialmente in grado di nutrirsi degli agenti inquinanti, ovvero capaci di degradarli e conseguentemente risanare il sito compromesso.
Questa tecnica prevede schematicamente il prelievo dello strato di suolo inquinato e la sua successiva stesura su un letto drenante, riposto a sua volta su un manto impermeabile con funzione contenitiva; successivamente lo strato di suolo inquinato viene irrigato con acqua arricchita di ossigeno, nutrienti ed eventualmente altri additivi.
Il percolato prodotto viene in seguito ricircolato dopo essere stato depurato oppure senza subire alcuna depurazione, cosa che dipende dal caso specifico. Il ricircolo del percolato viene eseguito perché non è possibile ottenere un risanamento dai contaminanti in un unico ciclo perché i microrganismi necessitano tempi di azione spesso molto lunghi, per cui i cicli devono essere molteplici in modo che ad ogni ciclo venga diminuita la quantità di agenti inquinanti dal terreno in trattamento. L'irrigazione a scopo di arricchimento nutritizio del suolo contaminato viene eseguita per favorire la proliferazione microbica in modo da velocizzare il processo di biorisanamento.

## Meccanismo
Data l'enorme variabilità metabolica dei microrganismi, dai batteri e i miceti sino ai protozoi, in natura esistono specie microbiche dotate di metabolismi ed enzimi che consentono loro di utilizzare come substrati nutritivi e fonti di carbonio anche sostanze che per la maggior parte degli altri organismi risultano nocive, tossiche o mutagene, come appunto gli idrocarburi e più nello specifico gli IPA (Idrocarburi-Policiclici-Aromatici). I microrganismi dotati di queste vie metaboliche utilizzano queste sostanze inquinanti come nutrienti e fonte di energia per i normali processi vitali, quindi per la moltiplicazione e la crescita cellulare, esattamente come altri organismi e microrganismi utilizzano il glucosio come substrato energetico.
Dato che i microrganismi sono dotati di una capacità di adattamento particolarmente efficace, nel momento in cui un determinato sito viene contaminato da idrocarburi, che si tratti di un suolo, un fiume o una zona marina, la popolazione microbica presente, formata da una grande varietà di specie che coabitano e molto spesso collaborano tra loro, subisce notevoli modificazioni di tipo qualitativo e quantitativo sulla base delle capacità metaboliche e biochimiche di cui è dotata ciascuna specie componente la popolazione. Questo trattamento di biorisanamento prevede sostanzialmente due diverse tipologie di intervento:
- Biostimulation: moltiplicazione della popolazione microbica autoctona presente sul terreno.
- Bioaugmentation: immissione di popolazioni microbiche alloctone selezionate.

Il primo tipo di intervento, definito "biostimulation", prevede un arricchimento localizzato dei livelli di nutrienti e delle concentrazioni di ossigeno nel terreno in modo da favorire le cinetiche fisiologiche dei ceppi microbici residui. Il motivo per cui si tenta di favorire lo sviluppo e la proliferazione delle specie microbiche residue del sito contaminato consiste nel fatto che i microrganismi sopravvissuti sono con alta probabilità capaci di sfruttare come substrato nutritivo le sostanze inquinanti o almeno una parte di esse; in pratica l'inqinamento del sito ha provocato una selezione tra le specie microbiche presenti di cui solo quelle in grado di adattarsi a questo cambiamento sono riuscite a sopravvivere, per cui nel sito sono già presenti specie potenzialmente in grado di svolgere il biorisanamento desiderato o almeno di contribuire al processo. Il problema però è che nonostante le specie capaci di biorisanare potenzialmente il sito contaminato siano presenti, la loro quantità non è sufficiente per operare effettivamente la bonifica in tempi ragionevoli e fattibili; per questo motivo è necessario favorire la crescita e la proliferazione di queste specie autoctone già in grado di operare, anche se solo parzialmente, la bonifica.
Il secondo tipo di intervento, chiamato "bioaugmentation", consiste invece nell'immissione nel suolo contaminato di starter microbici, costituiti da ceppi selezionati, per l'attività di biodegradazione dei composti organici inquinanti.
Le specie esterne da somministrare nel sito contaminato vengono studiate e testate in laboratorio per verificarne le caratteristiche e le capacità.
Particolari condizioni riguardano la possibilità, da parte di microrganismi naturali, di operare reazioni di dealogenazione su composti di sintesi, denominati xenobiotici.
Attualmente numerosi gruppi di ricerca stanno mettendo a punto ceppi (Arthrobacter HA1, Pseudomonas fluorescens NRRL – B – 18296, Methilomonas metanica, Methylosinus trichosporum) in grado di operare la catalisi di idrocarburi alifatici quali diclorometano e triclorometano, cloroesano e fluoropentano.
La tecnica può avvenire sia on site sia off site.

## Fasi di intervento
Le principali fasi del processo di landfarming sono:
- Caratterizzazione dell'area al fine di determinare la composizione chimica e la localizzazione stratigrafica degli inquinanti nel terreno;
- Definizione dei volumi di terreno coinvolti dalla presenza dei contaminanti;
- Caratterizzazione microbiologica (UFC/ml), in laboratorio, dei ceppi microbici indigeni mediante tecniche di arricchimento e successiva definizione dei parametri trofici e funzionali che ne stimolino la crescita;
- Approntamento, in presenza di flore microbiche particolarmente efficaci e adattate, di un piano di distribuzione, mediante aspersione e percolamento, di soluzioni di macronutrienti (nitrati e fosfati) e micronutrienti (fattori di crescita e vitamine);
- Immissione di starter microbici selezionati nella soluzione percolante con analisi periodica della riproduzione biologica e dell'azione di biodegradazione;
- Protocollo di campionamento e analisi dei parametri fisico chimici eseguiti in campo (saturazione e percentuale di ossigeno disciolto nella soluzione circolante, pH e potenziale redox) e in laboratorio mediante analisi cromatografica e gas-massa dei composti organici target.

## Parametri di funzionamento
La capacità di biotrattamento ed i tempi dell'azione di disinquinamento dipendono generalmente da tre diverse condizioni:
- Complessità della struttura molecolare delle frazioni idrocarburiche;
- Composizione geologica (struttura e tessitura del terreno) e profondità della localizzazione degli strati contaminati;
- Idrodinamismo del suolo con particolare riferimento alla posizione ed escursione del livello di falda. Questo elemento rappresenta il maggior fattore di rischio relativo alla diffusione territoriale degli inquinati con un'azione di cessione continuata dei composti di sintesi per periodi prolungati (fino a 10 anni).

## Applicazioni
L'obiettivo principale delle tecniche di landfarming riguarda la localizzazione, a livello di fascia inquinata, di una flora microbica stanziale e adattata in grado di svolgere, oltre la fase di inoculo e condizionamento, un'efficace azione di catalisi dei contaminanti adsorbiti dalle frazioni argillose e colloidali del terreno.
Tipiche applicazioni sono la bonifica della contaminazione del suolo e delle acque di falda da parte di idrocarburi (inquinamento localizzato) e pesticidi (inquinamento diffuso) composti di sintesi dell'industria petrolifera, conciaria, metallurgica e del legno lavanderie industriali, industrie della plastica. 
In caso di terreni contaminati da idrocarburi e miscele di composti organici a catena lineare, i tempi di trattamento per terreni di media permeabilità risulta essere di 4 – 6 mesi; in caso di composti xenobiotici quali composti aromatici alogenati i tempi di trattamento possono risultare superiori agli 8 –12 mesi.